# Craniolaria
Craniolaria ist eine  Pflanzengattung in der Familie der Gemsenhorngewächse (Martyniaceae) innerhalb der Ordnung der Lippenblütler (Lamiales). Die wenigen Arten kommen in der Neotropis vor. Deutschsprachige Trivialnamen sind „Schädelnuss“ oder „Schädelfrucht“.

## Beschreibung

### Vegetative Merkmale
Alle Craniolaria-Arten wachsen als einjährige krautige Pflanzen. Es sind rübenähnlichen Pfahlwurzeln oder Knollen vorhanden. Sie können recht groß werden (bis zu 3 Meter) und sich wie Sträucher verzweigen, meist sind sie aber einiges kleiner und etwa bis 1 Meter hoch. Sowohl die Stängel, die Blattstiele und die Unterseiten der Blattspreiten sind mit zahllosen, leicht klebrigen Stieldrüsen überzogen.
Die gegenständig angeordneten Laubblätter sind in Blattstiel und Blattspreite gegliedert. Der Blattstiel ist meist relativ lang. Die einfachen, relativ breiten Blattspreiten sind herz- bis schildförmig, ganzrandig bis fünflappig oder mit entfernt und schwach gesägten Rändern und oberseitig schwach bis stark gefurcht. Nebenblätter fehlen.

### Generative Merkmale
Die kurz gestielten Blüten erscheinen zu mehreren an kurzen, endständigen, lockeren traubigen Blütenständen. Es sind teils abfallende Vor- und zum Teil auch Deckblätter vorhanden.
Die zwittrigen Blüten sind fünfzählig mit doppelter Blütenhülle.  Die etwa 3 bis 5 Zentimeter langen Kelchblätter sind vollständig glockenförmig verwachsen, und mit einem ventralen Schlitz versehen und drei- bis fünfzähnig, -spitzig. Die stieltellerförmige mit langer Kronröhre und zweilippige Blütenkrone mit fünf etwas gewellten Kronlappen, ist weiß bis gelblich bis grünlich, sie ist schlank-zylindrisch bis glockenförmig und bis über 14 Zentimeter lang, an der Spitze weitet sich die Blütenkrone abrupt tellerförmig. Die außen behaarte Kronröhre ist im oberen Teil, im Schlund teils mit dunkelviolett-braunen Saftmalen gepunktet. Die vier didynamischen Staubblätter sind fertil, es ist ein Staminode vorhanden, sie sind jeweils innen, im oberen glockenförmigen Teil der Kronröhre angeheftet. Zwei Fruchtblättern sind zu einem einkammerigen oberständigen Fruchtknoten verwachsen und er ist „unterlegt“ mit einer Nektarscheibe. Die zwei großen Samenanlagen sind T-förmig und paretial angelegt. Der Griffel ist fadenähnlich mit einer zweilappigen Narbe.
Die mehr oder weniger klebrigen und behaarten, eher kurz und krumm geschnäbelten, leicht fleischigen, ledrigen und ausgereift gelblichen Früchte mit abfallendem Perikarp, sind rundlich bis birnenförmig, darin befinden sich die 4 bis 5 Zentimeter langen und etwa 2 Zentimeter breiten, schwärzlichen und holzigen, skulptierten „Kapselfrüchte“ mit den zwei kurzen schnabel- oder hornartigen Spitzen, diese sind deutlich kürzer als die Kapselfrüchte. Es werden oft vier bis sechs abgeflachte, längliche Samen pro Frucht gebildet.

## Ökologie
Die Ausbreitung der Diasporen erfolgt als Trampelkletten, also epichor. Die Samen verbleiben während ihres „Transports“ in den Kapselfrüchten.

## Verbreitung
Craniolaria stammt ursprünglich aus Mittel- und Südamerika, sie ist besonders in Puerto Rico, auf Kuba und den Westindischen Inseln, in Kolumbien, Argentinien und Venezuela, Guyana, Bolivien, Paraguay und im südlichen Brasilien beheimatet.

## Systematik
Die Gattung Craniolaria wurde 1753 durch Carl von Linné in Species Plantarum, Tomus II, Seite 618 aufgestellt. Der Gattungsname Craniolaria ist dem griechischen Wort kranion oder lateinisch cranium entlehnt und bedeutet „Kopf“ oder „Schädel“ und bezieht sich auf die tierschädelförmigen Kapseln.
Zur Gattung gehören die folgenden Arten:
- Craniolaria annua L.: Sie kommt in Kolumbien, Venezuela, Brasilien, Kuba, auf Hispaniola und Puerto Rico vor.[10]
- Craniolaria argentina Speg.; genetische Zuordnung unsicher, mögliches Synonym von Craniolaria integrifolia.[4]
- Craniolaria integrifolia Cham. (Syn.: Martynia integrifolia (Cham.) Steud.): Sie kommt von Bolivien bis Brasilien und nördliches Argentinien vor.[11]

Die Arten sind allopatrisch.

## Verwendung
Die Wurzeln von Craniolaria annua sind essbar, sie können als Gemüse gekocht oder mit Zucker eingemacht werden. Es kann aus den getrockneten Wurzeln auch ein Getränk zubereitet werden.
Die Wurzeln von Craniolaria annua werden auch für medizinische Zwecke genutzt, so zum Beispiel als Abführmittel, sowie gegen Syphilis und Wundrose. Die schleimbildenden Samen von Craniolaria integrifolia werden ebenfalls medizinisch verwendet.